# ニサ (小惑星)
ニサ (44 Nysa) は少し大きめでかなりの明るさを持つ、ニサ族の中で一番明るい小惑星。ギリシア神話に登場する地名ニサにちなんで名づけられた。
スペクトル分類の中でも珍しいスペクトル分類E型に分類されており、その中でも特に大きいものの一つ。(55) パンドラよりも大きいため、おそらくこのタイプでは一番大きいと考えられている。
ライトカーブ観測より円錐のような形と考えられ、接触連星のように二つの小惑星が組み合わさったような形でないかとも考えられている。
また、ニサによる恒星の掩蔽が今までに二度観測されている。
MUSES-C（はやぶさ）後継機の探査対象候補として検討されたことがある 。